# Arktisz

A piros vonal jelzi a 10 °C alatti júliusi középhőmérsékletű területet

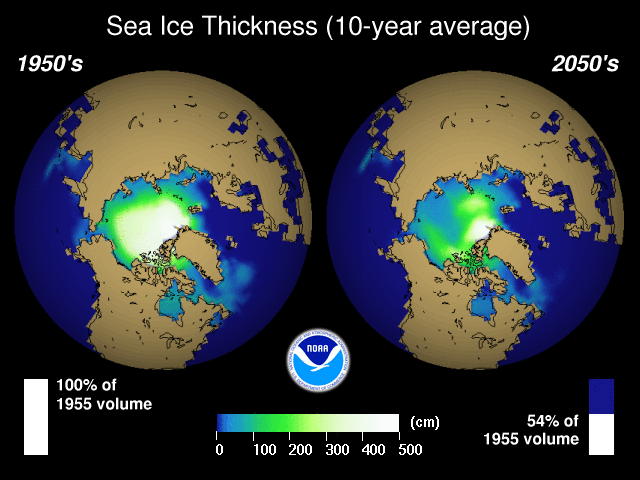
Arktisz jegének vékonyodása

Arktisznak, Északi-sarkvidéknek nevezzük az Északi-sark körüli területeket. Legnagyobb része a Jeges-tenger területére esik, melyet állandó jégtakaró borít, de ide tartoznak szárazföldi részek is Oroszország, Alaszka, Kanada, Norvégia, Grönland és Izland területéről.
Az Arktisznak pontos határa nincs, de általában a 10 °C alatti júliusi középhőmérséklettel rendelkező területeket nevezzük így.
Más definíciók északi sarkkörtől (É.sz. 66° 33’) vagy a fahatártól (az a vonal, amitől északra már nincsenek fák) északra eső területet értik alatta. Az Antarktisszal ellentétben itt nincs önálló kontinens, szárazföldi területei Európához, Észak-Amerikához és Ázsiához tartoznak, állandóan befagyott tengeri területei pedig a Jeges-tengerhez.
Az Európai területen a Golf-áramlat meleg vizet szállít az északi területekre, ezért itt a jégsapka sokkal északabbra kezdődik, mint máshol a világon.
Bár az Arktisz legnagyobb része kopár jég, élővilága rendkívüli, rengeteg hal, fóka, madár honos csak ezen a tájon.
Az Arktiszt az Éjféli nap földjének is hívják, mivel a nyári napfordulóhoz közeledve egyre később nyugszik le a Nap, majd északi szélességtől függően napokig vagy akár hónapokig egyáltalán le sem nyugszik.
Az itteni jégtakarónak kulcsszerepe van a globális felmelegedés hatásaiban, az éghajlat legkisebb változása is könnyen észrevehető a jég
területének megfigyelésével. A jég vastagságát atomtengeralattjárókról, ill. meteorológiai ballonokról mérik.
A legújabb kutatások szerint a globális légáramlatok miatt a civilizált világ légszennyezése eljut ezekre a területekre is, ami nagy veszélyt jelent az ottani élővilágra.
Ha a jégfelszín továbbra is az elmúlt időszakban tapasztalt mértékben húzódik vissza, évtizedenként átlagosan 10%-kal zsugorodik, akkor 2060-ra a Jeges-tenger teljesen jégmentes lehet. 2007-ben napvilágot látott egy tanulmány, mely szerint már 2041-re teljesen elolvadhat az Arktisz jege.

## Gazdaság
Évszázadok óta halásznak itt a rendkívüli halmennyiség miatt, régebben a fóka is fontos zsákmányállat volt, mára ezek száma jelentősen csökkent.
Egyre fontosabb viszont az földgáz- és kőolajlelőhelyek feltárása. Mivel a könnyen kitermelhető olajkutak lassan kimerülnek, az olajfúrók új lehetőségeket keresnek. Elsősorban Oroszország, de az egész világ vizsgálja a területet, mely valószínűleg óriási lelőhelyeket tartogat.
A területet nem védik az Antarktiszhoz hasonló nemzetközi egyezmények, ezért újabban politikai-diplomáciai vetélkedés indult a kitermelési jogokért.